# ベストセラー 編集者パーキンズに捧ぐ
『ベストセラー 編集者パーキンズに捧ぐ』（ベストセラー へんしゅうしゃパーキンズにささぐ、原題: Genius）は、2016年のイギリス・アメリカ合衆国合作の伝記ドラマ映画である。監督をマイケル・グランデージ、主演をコリン・ファース、ジュード・ロウ、ニコール・キッドマン、ローラ・リニーが務めている。

## キャスト
- コリン・ファース - マックス・パーキンズ
- ジュード・ロウ - トマス・ウルフ
- ニコール・キッドマン - アリーン・バーンスタイン（英語版）
- ローラ・リニー - ルイーズ・パーキンズ
- ガイ・ピアース - F・スコット・フィッツジェラルド
- ドミニク・ウェスト - アーネスト・ヘミングウェイ
- ヴァネッサ・カービー - ゼルダ・フィッツジェラルド

## 上映
2016年2月16日、第66回ベルリン国際映画祭にてプレミア上映が行われた。アメリカ合衆国では6月10日に公開された。

## 評価
Rotten Tomatoesには99件の批評家レヴューがあり、平均値は5.7点、支持率は51%となっている。Metacriticには23件の批評家レヴューがあり、平均値は56点となっている。
本作に4点満点の2点を与えた『Rolling Stone』のデヴィッド・フィアーは、「全米図書賞を受賞したA・スコット・バーグの原作、一流の脚本家であるジョン・ローガン、大物の役者たちと、正しい素材を揃えてはいるが、調合が失敗している」と述べた。『The Guardian』のヘンリー・バーンズは、「演技は不快であり、美術は大胆さを欠いている」と述べて、本作に5点満点の2点を与えた。『Variety』のピーター・デブルージは、「パーキンズとウルフの表情、身振り、話し方は、信用できる人物だと感じられない」と述べて、マイケル・グランデージの演出を批判した。
本作における撮影、美術、衣装の仕事ぶりを称賛した『The Hollywood Reporter』のデヴィッド・ルーニーは、エドワード・ホッパーの絵画やウォーカー・エバンスの写真からの影響を指摘している。

## 受賞とノミネート
| 賞                 | 部門       | 対象                 | 結果 |
| ------------------ | ---------- | -------------------- | ---- |
| ゴールデンカメラ賞 | 国際女優賞 | ニコール・キッドマン | 受賞 |